# بينيامييرا ألتا
بلدية بينيامييرا ألتا (بالإسبانية: Peñamellera Alta) هي بلدية تقع في منطقة أستورياس شمال غرب إسبانيا.

## الديموغرافيا
بلغ عدد سكان بلدية بينيامييرا ألتا 617 نسمة عام 2011 (وفقاً للمعهد الوطني للإحصاء الإسباني).
| 783 | 742 | 699 | 670 | 671 | 600 | 617 |